# Nowa Moczalnia
Nowa Moczalnia – wieś w Polsce położona w województwie podlaskim, w powiecie sokólskim, w gminie Sokółka.
W latach 1975–1998 miejscowość administracyjnie należała do województwa białostockiego.
Wierni kościoła rzymskokatolickiego należą do parafii Matki Bożej Nieustającej Pomocy i św. Rocha w Lipinie.